# Mamoudou Athie
Mamoudou Athie, est un acteur américano-mauritanien, né le 25 août 1988 à Nouakchott en Mauritanie. Il a étudié à l'université Yale et est connu pour avoir joué dans les films Front Runner : Le Scandale (2018), Unicorn Store (2019), Jurassic World : Le Monde d'après (2022) et Élémentaire (2023) et les séries télévisées Sorry for Your Loss et Archive 81 (2022).

## Biographie
En 2018, il rejoint la distribution de la série télévisée Sorry for Your Loss.
En 2020, il joue dans Underwater avec entre autres T. J. Miller et Jessica Henwick.
En 2022, il interprète l'un des personnages principaux de la série Netflix Archive 81.

## Filmographie

### Cinéma
- 2015 : Experimenter
- 2017 : Mae au bord de l'eau (One Percent More Humid) de Liz W. Garcia (en)
- 2017 : Patti Cake$ : Basterd
- 2017 : The Circle : Jared
- 2017 : Unicorn Store : Virgil
- 2018 : Front Runner : Le Scandale : AJ Parker
- 2020 : Le Goût du vin : Elijah
- 2020 : Black Box : Nolan
- 2020 : Underwater : Rodrigo Nagenda
- 2022 : Jurassic World : Le Monde d'après : Ramsay Cole
- 2023 : Élémentaire : Flack (voix)
- 2023 : Death Business (The Burial) de Maggie Betts : Hal Dockins
- 2024 : Kinds of Kindness de Yórgos Lánthimos : Will / Neil / l'infirmier de la morgue
- 2025 : By Design de Amanda Kremer : Olivier

### Télévision
- 2015 : Madam Secretary : un membre de l'équipe
- 2016–2017 : The Get Down : Grandmaster Flash
- 2018–2019 : Sorry for Your Loss : Matt Greer
- 2022 : Archive 81 de James Wan : Dan Turner